# WrestleWar (1991)
WrestleWar 1991: WarGames foi um evento pay-per-view, produzido pela World Championship Wrestling, ocorreu no dia 24 de fevereiro de 1991, no Arizona Veterans Memorial Coliseum na cidade de Phoenix, Arizona. Foi a terceira edição da cronologia do WrestleWar.

## Resultados
| #                              | Lutas | Estipulação                                                         | Tempo |
| ------------------------------ | --- | ------------------------------------------------------------------- | ----- |
| Dark                           | Ultraman e Eddie Guerrero derrotaram Huichol e Rudy Boy Gonzalez | Tag team match                                                      | 07:39 |
| 1                              | The Junkyard Dog, Ricky Morton e Tommy Rich (c) derrotaram The State Patrol (Lt. James Earl Wright e Sgt. Buddy Lee Parker) e Big Cat.                              | Six-Man Tag Team match pelo WCW World Six-Man Tag Team Championship | 09:54 |
| 2                              | Bobby Eaton derrotou Brad Armstrong. Eaton venceu após um "Alabama Jam".                                                                                            | Singles match                                                       | 12:51 |
| 3                              | Itsuki Yamazaki e Mami Kitamura derrotaram Miki Handa e Miss A. Yamazaki fez o pin em Miss A com um "roll-up".                                                      | Tag team match                                                      | 06:47 |
| 4                              | Dustin Rhodes derrotou Buddy Landell. Rhodes venceu após um "Bulldog".                                                                                              | Singles match                                                       | 06:33 |
| 5                              | The Southern Boys (Tracy Smothers e Steve Armstrong) derrotaram Rip Morgan e Jack Victory.                                                                          | Tag team match                                                      | 12:05 |
| 6                              | Terrence Taylor (com Alexandra York) derrotou Tom Zenk. Taylor fez o pin em Zenk com um "roll-up".                                                                  | No Disqualification match                                           | 10:59 |
| 7                              | Stan Hansen vs. Big Van Vader acabou em uma dupla desqualificação. Ambos foram desqualificados ao jogar o árbitro Pee-Wee Anderson para fora do ringue.             | Singles match                                                       | 06:21 |
| 8                              | Lex Luger (c) derrotou Dan Spivey. Luger venceu por submissão com um "inside cradle".                                                                               | Singles match pelo WCW United States Heavyweight Championship       | 12:52 |
| 9                              | The Freebirds (Jimmy Garvin e Michael Hayes) (com Diamond Dallas Page e Big Daddy Dink) derrotaram Doom (Butch Reed e Ron Simmons) (c) (com Teddy Long)             | Tag team match pelo WCW World Tag Team Championship                 | 06:56 |
| 10                             | The Four Horsemen (Ric Flair, Barry Windham, Sid Vicious) e Larry Zbyszko (com Arn Anderson) derrotaram Sting, Brian Pillman, e The Steiner Brothers (Rick e Scott) | WarGames match                                                      | 21:50 |
| (c) - Campeões antes das lutas | |                                                                     |       |